# With Bridges Burned (film 1915)
With Bridges Burned è un cortometraggio muto del 1915 diretto da Ashley Miller.

## Trama
Louis Mitchell, impiegato come venditore di una ditta di costruzioni in acciaio, viene informato che a causa del poco lavoro lui e gli altri venditori dovranno prendersi una vacanza. Nel frattempo, sua moglie legge un giornale di settore e scopre che la ditta Robinson and Ray di Londra sta per realizzare un grosso appalto in Sudafrica, e suggerisce a Mitchell di provare a ottenere il contratto da 3 milioni di dollari con la Robinson and Ray. La moglie finanzia il viaggio del marito con i propri risparmi, e Mitchell in questo modo si reca a Londra e lavora giorno e notte sui progetti da presentare. Un concorrente, Grigsby, scopre in modo sleale che le offerte di Mitchell sono più basse delle sue e, con un trucco, modifica l'orologio dell'ufficio per far sembrare che Mitchell sia in ritardo. Mitchell è disperato, ma un ragazzo dell'ufficio, a cui Mitchell aveva dato una mancia in precedenza, recupera le offerte e le consegna. Due settimane dopo, un telegramma da Comer and Mathison annuncia a Mitchell che le loro offerte sono state accettate e che lui è stato nominato responsabile vendite.

## Produzione
Il film fu prodotto dalla Edison Company.

## Distribuzione
Distribuito dalla General Film Company, il film - un cortometraggio in tre bobine - uscì nelle sale cinematografiche degli Stati Uniti il 7 maggio 1915.